# Gordano Motor
Die Gordano Motor Co. Ltd. war ein britischer Automobilhersteller, der nur 1948 in Bristol (Somerset) ansässig war.
Der Gordano war ein zweisitziger Roadster mit freistehenden Kotflügeln und vier einzeln aufgehängten Rädern. Der Wagen wurde vom Rennfahrer Dick Caesar entwickelt. Er sollte von einem Drehschiebermotor angetrieben werden, aber letztlich wurde er mit einem Vierzylinder-Reihenmotor mit gewöhnlichen Hubventilen ausgestattet. Nachgewiesen ist nur ein Prototyp; ob später weitere Exemplare gebaut wurden, ist nicht belegt.